# Мумбенгегви, Симбараше
Симбараше Мумбенгегви (англ. Simbarashe Mumbengegwi; род. 20 июля 1945, Chivi District, Масвинго) — зимбабвийский государственный и политический деятель. В настоящее время является государственным министром по делам президента и контролю за государственными программами. Ранее исполнял обязанности министра иностранных дел в течение нескольких дней после отставки бывшего президента Роберта Мугабе. Занимал должность министра иностранных дел Зимбабве с 2005 по 2017 год. С октября по ноябрь 2017 года был министром макроэкономического планирования и поощрения инвестиций.

## Биография
Родился в Чиви, Южная Родезия. Получив начальное и среднее образование в Зимбабве, в конце 1960-х и 1970-х годах учился в Университете Монаша в Мельбурне, Австралия. В то время был активистом «Зимбабвийского африканского национального союза» (ЗАНУ) в изгнании и работал представителем «ЗАНУ» в 1970-е годы. С 1973 по 1976 год был заместителем главного представителя «ЗАНУ» в Австралии и на Дальнем Востоке, затем главным представителем в Австралии и на Дальнем Востоке с 1976 по 1978 год. Главный представитель «ЗАНУ» в Замбии с 1978 по 1980 год.
С 1980 по 1990 год был членом Палаты собрания Зимбабве от провинции Мидлендс, а с 1980 по 1981 год был заместителем спикера и председателем комитетов Палаты собрания. Вошел в состав кабинета в качестве заместителя министра иностранных дел в 1981 году, занимая эту должность до 1982 года, когда стал министром водных ресурсов и развития. Позже в том же году занял должность министра национального жилищного строительства, на которой оставался в течение двух лет. Затем был министром общественного строительства и жилищного строительства с 1984 по 1988 год и министром транспорта с 1988 по 1990 год.
С 1981 по 1984 год был провинциальным казначеем Зимбабвийского африканского национального союза — Патриотического фронта (ЗАНУ-ПФ) в провинции Мидлендс. С 1984 по 1994 год был членом ЦК «ЗАНУ-ПФ», а с 1984 по 1989 год был заместителем секретаря ЦК «ЗАНУ-ПФ» по гласности и информации.
Работал постоянным представителем Зимбабве при Организации Объединённых Наций с 1990 по 1995 год; вице-президентом Генеральной Ассамблеи Организации Объединённых Наций с 1990 по 1991 год, а также членом Совета Безопасности Организации Объединённых Наций с 1991 по 1992 год. Дважды занимал пост Председателя Совета Безопасности: в феврале 1991 и апреле 1992 года. Впоследствии был послом в Бельгии, Нидерландах, Люксембурге и постоянным представителем в Европейском сообществе в 1995 году. Позже стал Верховным комиссаром в Великобритании и послом в Ирландии в 1999 году, оставаясь там до 2005 года (затем стал послом в Великобритании в 2003 году, после выхода Зимбабве из Содружества наций).
В 2005 году стал членом парламента Зимбабве. 15 апреля 2005 года был назначен министром иностранных дел в результате перестановок в кабинете министров, сменив Стэна Муденге.
На всеобщих выборах в марте 2008 года был выдвинут «ЗАНУ-ПФ» в качестве кандидата на место в Сенате от Шуругви-Звишаване в Мидлендсе. Согласно официальным результатам, получил 24 055 голосов против 11 988 голосов у Винсента Гваразимбу из «Движения за демократические перемены» (ДДП).
13 февраля 2009 года правительство национального единства «ЗАНУ-ПФ и ДДП» было приведено к присяге, и он остался министром иностранных дел.